# Macario J. Gómez Colonia
Macario J. Gómez Colonia är en ort i Mexiko.   Den ligger i kommunen San Francisco de los Romo och delstaten Aguascalientes, i den centrala delen av landet, 400 km nordväst om huvudstaden Mexico City. Macario J. Gómez Colonia ligger 1 941 meter över havet och antalet invånare är 2 122.
Terrängen runt Macario J. Gómez Colonia är lite kuperad. Runt Macario J. Gómez Colonia är det tätbefolkat, med 459 invånare per kvadratkilometer. Närmaste större samhälle är Aguascalientes, 11,4 km söder om Macario J. Gómez Colonia. Trakten runt Macario J. Gómez Colonia består till största delen av jordbruksmark.